# Chris Hajian
Christopher Edward Hajian (* 29. September 1964 in Queens, New York City) ist ein US-amerikanischer Filmkomponist.

## Leben
Chris Hajian wurde als Sohn eines Trompeters geboren. Er selbst begann im Alter von fünf Jahren mit dem Erlernen der Trompete. Er studierte an der Manhattan School of Music. Mit den beiden Filmen Nothing to Lose und Other Voices, Other Rooms debütierte er 1995 als Filmkomponist für einen Langspielfilm. Seitdem war er für die Filmmusik von über 65 Film- und Fernsehprojekten zuständig.
Chris Hajian lebt und arbeitet in New York.

## Filmografie (Auswahl)
- 1995: Nothing to Lose
- 1995: Other Voices, Other Rooms
- 1997: Der Chaotenboss (Chairman of the Board)
- 1998: Präsidententöchter küßt man nicht (My Date with the President's Daughter)
- 2000: Der Prinz und der Bettelhund (The Pooch and the Pauper)
- 2003: Inspektor Gadget 2 (Inspector Gadget 2)
- 2004: Samantha: An American Girl Holiday
- 2005: My Scene erobert Hollywood – Der Film (My Scene Goes Hollywood: The Movie)
- 2006: Homie Spumoni – Mein anderes Ich (Homie Spumoni)
- 2007: Custody – Kampf ohne Gewinner (Custody)
- 2007: R. L. Stine’s Und wieder schlägt die Geisterstunde: Das Monster, das ich rief (The Haunting Hour: Don’t Think About It )
- 2007: The Take – Rache ist das Einzige, was zählt (The Take)
- 2009: Dr. Dolittle 5 (Dr. Dolittle: Million Dollar Mutts)
- 2009: ExTerminators
- 2011: Beverly Hills Chihuahua 2
- 2011: First Position – Ballett ist ihr Leben (First Position)
- 2012: Zahnfee auf Bewährung 2 (Tooth Fairy 2)
- 2014: Beethoven und der Piratenschatz (Beethoven’s Treasure Tail)
- 2014: Die kleinen Superstrolche retten den Tag (The Little Rascals Save the Day)
- 2014: Königliche Weihnachten (A Royal Christmas)
- 2014: Versprochen ist Versprochen 2 (Jingle All the Way 2)
- 2015: Eine Königin zu Weihnachten (Crown for Christmas)
- 2016: The Infiltrator
- 2020: Critical Thinking
- 2021: City of Lies